# Pailebote Rayo
El pailebote Rayo fue un pequeño buque de vapor utilizado durante la Revolución de 1880.

## Historia
Durante el movimiento revolucionario encabezado por el gobernador de la provincia de Buenos Aires Carlos Tejedor, la ciudad de Buenos Aires fue bloqueada por las fuerzas nacionales leales al presidente Nicolás Avellaneda. Buenos Aires intentó responder al bloqueo pero sin éxito. El mercante Rayo fue embargado por la provincia en el Riachuelo y utilizado en la rada exterior del puerto de Buenos Aires para el alije de un buque que transportaba armas para los revolucionarios.
Tras ser embarcada una partida de fusiles Remington intentó burlar el bloqueo para ingresarlas a la ciudad pero fue atacada y perseguida hasta la boca del Riachuelo por la lancha a vapor nacional La Victoria. Tras el tiroteo y pese a sufrir algunos heridos, el Rayo pudo seguir aguas arriba y entregar las armas en Puente Alsina.
Luego de esta operación fue abandonado y al finalizar el conflicto devuelto a sus dueños